# 安溪文庙
25°03′24″N 118°10′58″E / 25.05667°N 118.18278°E
安溪文庙位于中国福建省泉州市安溪县城内大同路。背依凤山，前滨龙津，笔峰拱峙，集古建筑综合艺术之大成，为江南现存同类物中最完整的古建筑艺术群，素有“名冠八闽”、“秀甲东南”之誉。1985年10月列为福建省第二批文物保护单位。2006年被列为第六批全国重点文物保护单位。
安溪文庙始建于北宋咸平四年（1001年），现存建筑为清康熙二十五年（1686年）重建、光绪二十四年（1898年）重修。文庙坐西北朝东南，占地约1.3万平方米，中轴线上有泮池、万仞宫墙、棂星门、戟门、大成殿、崇圣殿、教谕衙，两侧有牌坊和廊庑，东墙外有明伦堂。大成殿面阔进深各三间，抬梁式木构架，重檐歇山顶，前檐下有四根石雕龙柱，工艺精湛。

## 图集
- 安溪县文庙
- 安溪文庙石雕龙柱